# Hvozdíkovité
Hvozdíkovité (Caryophyllaceae) je čeleď rostlin z řádu hvozdíkotvaré. Často se pro tuto čeleď používá i název Dianthaceae.

## Popis
Zástupci jsou většinou hmyzosnubné jednoleté až vytrvalé byliny nebo polokeře s lodyhami vidličnatě rozvětvenými. Listy jsou celistvé, vstřícné až křižmostojné, jejich tvar je podlouhlý až čárkovitý. Občas mají listy i palisty.
Květy jsou většinou oboupohlavné, pravidelné, pětičetné, s rozlišenými květními obaly, okraje jsou často vykrajované či hluboce dvoulaločné. Jsou jednotlivé nebo uspořádané ve vrcholičnatých květenstvích. Kalich je neopadavý, bývá srostlý nebo volný. Tyčinek je pět nebo deset, občas jsou redukované. Koruna může být zakrnělá, korunní plátky mají nehetnatý tvar, často jsou opatřené pakorunkovitými výrůstky. Semeník je svrchní, srostlý ze dvou, tří, nebo pěti plodolistů. Plodem je nejčastěji pukající tobolka s apikálními vrcholovými zuby, nažka nebo bobule. Obsahuji většinou saponiny.

## Rozšíření
Rostliny z čeledi hvozdíkovitých jsou rozšířeny globálně, mimo pouště v západní Austrálii a částech tropických oblastí v Brazílii a střední Africe. Roste i v arktických oblastech, ale nejvíce jich roste v mírném pásmu na severní polokouli. V čeledi je klasifikováno 86 rodů se zhruba 2200 druhy.

## Klasifikace
Podle klasického dělení je čeleď hvozdíkovité rozdělena do čtyř podčeledí.
- hvozdíkové (Caryophylloideae) Arnott in M. Napier
Hlavními rozlišovacími znaky je nepřítomnost palistů, srostlé kališní lístky a dlouhé tyčinky. Nejobsáhlejší jsou rody silenka (tj. knotovka), hvozdík a šater.
Nejvíce jsou rozšířeny celosvětově v mírném podnebním pásmu a v Jižní Africe.
- ptačincové (Alsinoideae) Fenzl in S. L. Endlicher
Jsou to rostliny s volnými kališní lístky. Podčeleď ptačincové je považována za základní v celé čeledi hvozdíkovité. Je nejméně specializována a tím nejrůznorodější podčeledi. Patří do ní jednoleté, dvouleté nebo i víceleté byliny převážně s kůlovým, zřídka kdy hlízovitě ztlustlým, kořenem. Nemá palisty, kališní lístky jsou volné, nanejvýše na bázi srostlé. Češule jsou zmenšené ve tvaru mísy nebo kalichu. Plody jsou nepukavé tobolky nebo měchýřky. Asi tři čtvrtiny druhů zastupují rody písečnice, kuřička, ptačinec a rožec,
Nejvíce jsou rozšířeny celosvětově v mírném podnebním pásmu a v Andském i Himálajském regionu.
- stříbřenkové (Paronychioideae) Meisner
Rostliny mají tučné palisty, okvětní plátky jsou oddělené nebo spojené, plody jsou nepukající váčky. Nejrozsáhlejší jsou rody stříbřenka, nehtovec a průtržník. Rozšířeny jsou celosvětově v mírném podnebním pásu a v oblasti And.
- kýlatkové (Polycarpoideae) Tanfani in F. Parlatore
Jsou to rostliny s palisty a oddělenými korunními plátky, jsou morfologicky podobné se stříbřenkovými. Nejznámější rostliny jsou kýlatka, kolenec a kuřinka. Nejvíce rostou v oblastech s mírným podnebím a v tropickém pásu Afriky.
- někdy bývá rod silenka vyčleňován do samostatné podčeledi silenkové (Silenoideae) [3]

## Využití

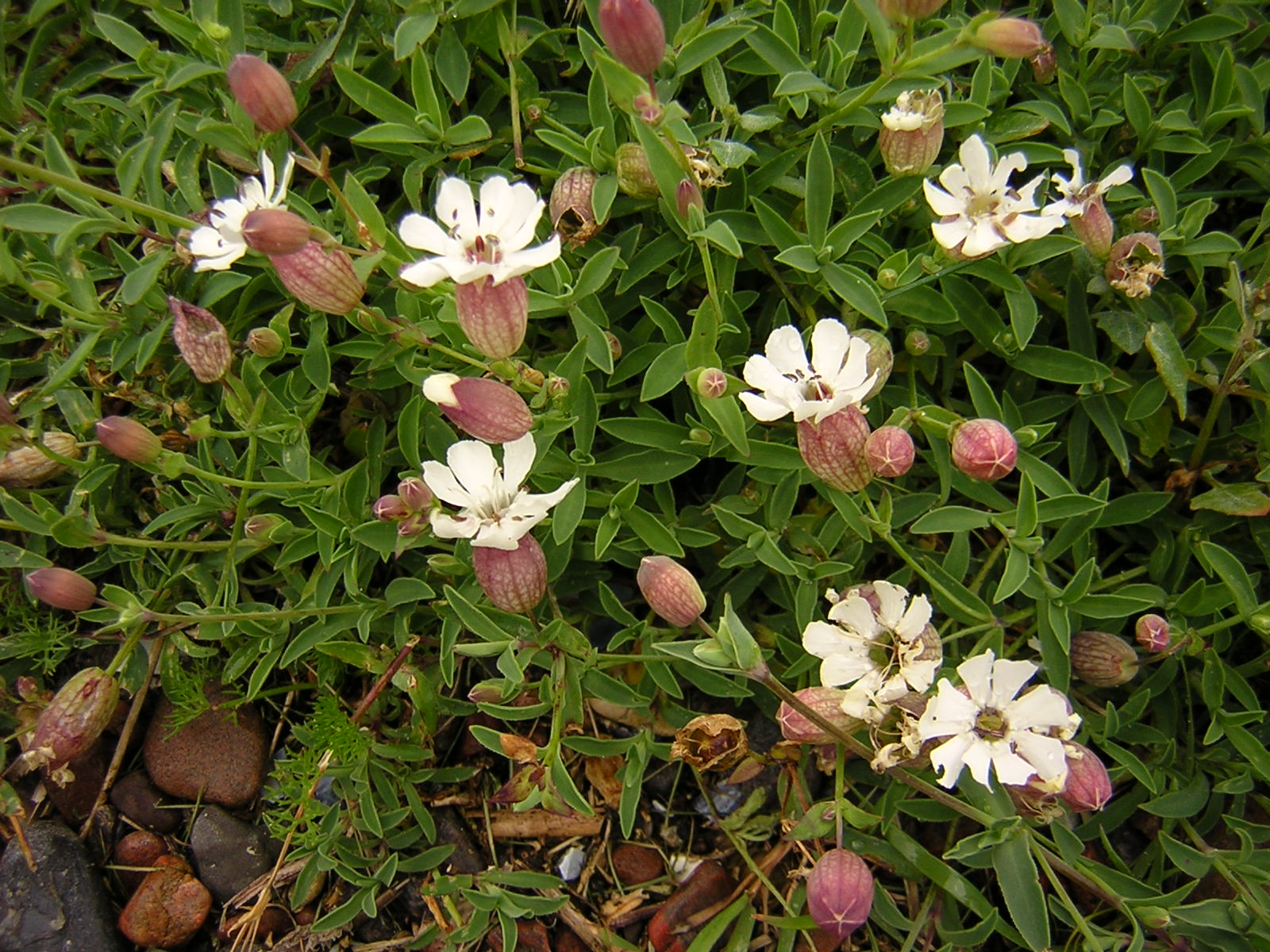
Silenka nadmutá (Silene vulgaris)

Rostliny čeledi hvozdíkovitých se v Česku převážně využívá jako okrasných na záhoně i vhodných k řezu, jako např. hvozdík, šater, kohoutek, mydlice. (V minulosti nejznámější řezaná květina -karafiát- je druhotný název hvozdíku). Jiné rostliny jsou zase známy jako obtížné plevele, např. ptačinec, koukol, plevel.
Běžnými druhy polních mezí, luk a strání je rožec rolní, kohoutek luční a hvozdík kropenatý. V listnatých lesích nižších poloh je hojně rozšířen bíle kvetoucí ptačinec velkokvětý. Na suchých travnatých místech, ve světlých lesích a jejich okrajích roste silenka nicí, její převislé květy večer intenzivně voní a lákají malé noční motýly. Dříve běžný polní plevel, koukol polní, dnes patří mezi kriticky ohrožené druhy české květeny.
Některé rostliny se využívají v lidovém lékařství, např. z mydlice lékařské se sušený kořen používá ve formě nálevu při onemocněních dýchacích cest, při zánětu průdušek, kašli a při nemocech z nachlazení, zevně ve formě koupelí proti nemocem kožním a ekzémům. Z kořenů šateru latnatého se připravuje pleťové tonikum. Z listů průtržníku lysého, kuřinky červené a ptačince žabince se vyrábí vlasový kondicionér.

## Seznam rodů
Achyronychia,
Agrostemma,
Ankyropetalum,
Arenaria,
Atocion,
Augustea,
Bolanthus,
Brachystemma,
Bufonia,
Calycotropis,
Cardionema,
Cerastium,
Cerdia,
Chaetonychia,
Cherleria,
Colobanthus,
Cometes,
Corrigiola,
Cyathophylla,
Dadjoua,
Dianthus,
Diaphanoptera,
Dicheranthus,
Drymaria,
Drypis,
Eremogone,
Eudianthe,
Facchinia,
Gymnocarpos,
Gypsophila,
Habrosia,
Hartmaniella,
Haya,
Heliosperma,
Herniaria,
Holosteum,
Honckenya,
Illecebrum,
Krauseola,
Kuhitangia,
Lepyrodiclis,
Loeflingia,
Mcneillia,
Microphyes,
Minuartia,
Minuartiella,
Moehringia,
Moenchia,
Mononeuria,
Myosoton,
Odontostemma,
Ortegia,
Paronychia,
Pentastemonodiscus,
Petrocoptis,
Petrorhagia,
Philippiella,
Phrynella,
Pirinia,
Pleioneura,
Pollichia,
Polycarpaea,
Polycarpon,
Polytepalum,
Psammophiliella,
Psammosilene,
Pseudocerastium,
Pseudocherleria,
Pseudostellaria,
Pteranthus,
Pycnophyllopsis,
Pycnophyllum,
Reicheella,
Rhodalsine,
Sabulina,
Sagina,
Saponaria,
Schiedea,
Scleranthus,
Scopulophila,
Silene,
Solitaria,
Spergula,
Spergularia,
Sphaerocoma,
Stellaria,
Stipulicida,
Telephium,
Thurya,
Thylacospermum,
Triplateia,
Uebelinia,
Vaccaria,
Velezia,
Viscaria,
Wilhelmsia,
Xerotia